# 27531 Sweaton
27531 Sweaton è un asteroide della fascia principale. Scoperto nel 2000, presenta un'orbita caratterizzata da un semiasse maggiore pari a 3,0822378 au e da un'eccentricità di 0,0816226, inclinata di 9,48615° rispetto all'eclittica.
L'asteroide è dedicato all'elettricista statunitense Mike Sweaton, in servizio all'osservatorio Lowell.